# Rhabdoblatta gjellerupi
Rhabdoblatta gjellerupi är en kackerlacksart som först beskrevs av Hanitsch 1923.  Rhabdoblatta gjellerupi ingår i släktet Rhabdoblatta och familjen jättekackerlackor. Inga underarter finns listade i Catalogue of Life.